# The Glow
The Glow è il settimo album discografico in studio della cantante statunitense Bonnie Raitt, pubblicato nel settembre del 1979.

## Tracce
Lato A
1. I Thank You – 2:49 (Isaac Hayes, David Porter)
2. Your Good Thing (Is About to End) – 3:57 (Isaac Hayes, David Porter)
3. Standin' by the Same Old Love – 4:08 (Bonnie Raitt)
4. Sleep's Dark and Silent Gate – 3:24 (Jackson Browne)
5. The Glow – 4:08 (Veyler Hildebrand)

Durata totale: 18:26
Lato B
1. Bye Bye Baby – 3:13 (Mary Wells)
2. The Boy Can't Help It – 3:35 (Bobby Troup)
3. (I Could Have Been Your) Best Old Friend – 2:50 (Tracy Nelson, Andy McMahon)
4. You're Gonna Get What's Coming – 3:29 (Robert Palmer)
5. (Goin') Wild for You Baby – 5:26 (Tom Snow, David Batteau)

Durata totale: 18:33

## Musicisti
I Thank You
- Bonnie Raitt - voce
- Danny Kortchmar - chitarra elettrica
- Waddy Wachtel - chitarra elettrica
- Bill Payne - pianoforte
- Bob Glaub - basso
- Rick Marotta - batteria
- Rosemary Butler - accompagnamento vocale, coro
- Kenny Edwards - accompagnamento vocale, coro
- Maxayn Lewis - accompagnamento vocale, coro
- John David Souther - accompagnamento vocale, coro

Your Good Thing (Is About to End)
- Bonnie Raitt - voce
- Danny Kortchmar - chitarra elettrica
- Bill Payne - pianoforte
- Trevor Lawrence - sassofono
- Larry Williams - sassofono
- David Sanborn - sassofono solo
- Steve Madaio - tromba
- Bob Glaub - basso
- Rick Marotta - batteria

Standin' by the Same Old Love
- Bonnie Raitt - voce, chitarra elettrica slide
- Danny Kortchmar - chitarra elettrica
- Waddy Wachtel - chitarra elettrica, armonie vocali
- Bill Payne - pianoforte
- Bob Glaub - basso
- Rick Marotta - batteria

Sleep's Dark and Silent Gate
- Bonnie Raitt - voce
- Danny Kortchmar - chitarra elettrica
- Waddy Wachtel - chitarra elettrica
- Bill Payne - pianoforte
- Bob Glaub - basso
- Rick Marotta - batteria
- Kenny Edwards - accompagnamento vocale, coro
- Craig Fuller - accompagnamento vocale, coro

The Glow
- Bonnie Raitt - voce
- Don Grolnick - pianoforte
- Bob Magnusson - basso
- John Guerin - batteria

Bye Bye Baby
- Bonnie Raitt - voce
- Danny Kortchmar - chitarra elettrica
- Waddy Wachtel - chitarra elettrica
- Paul Butterfield - armonica
- Bob Glaub - basso
- Rick Marotta - batteria, percussioni

The Boy Can't Help It
- Bonnie Raitt - voce, chitarra slide (national steel slide guitar)
- Danny Kortchmar - chitarra elettrica, accompagnamento vocale, coro
- Waddy Wachtel - chitarra elettrica, accompagnamento vocale, coro
- Bob Glaub - basso
- Rick Marotta - batteria, percussioni
- Peter Asher - accompagnamento vocale, coro

(I Could Have Been Your) Best Old Friend
- Bonnie Raitt - voce, chitarra elettrica slide
- Waddy Wachtel - chitarra elettrica
- Bill Payne - pianoforte elettrico
- Freebo - basso
- Rick Marotta - batteria, percussioni

You're Gonna Get What's Coming
- Bonnie Raitt - voce
- Danny Kortchmar - chitarra elettrica
- Waddy Wachtel - chitarra elettrica
- Bill Payne - sintetizzatore Oberheim
- Bob Glaub - basso
- Rick Marotta - batteria
- Rosemary Butler - accompagnamento vocale, coro
- Kenny Edwards - accompagnamento vocale, coro
- Maxayn Lewis - accompagnamento vocale, coro
- John David Souther - accompagnamento vocale, coro

(Goin') Wild for You Baby
- Bonnie Raitt - voce
- Waddy Wachtel - chitarra elettrica
- Bill Payne - sintetizzatore Oberheim, pianoforte elettrico
- Bob Glaub - basso
- Rick Marotta - batteria